# Mercedes-Benz M276 (двигатель)

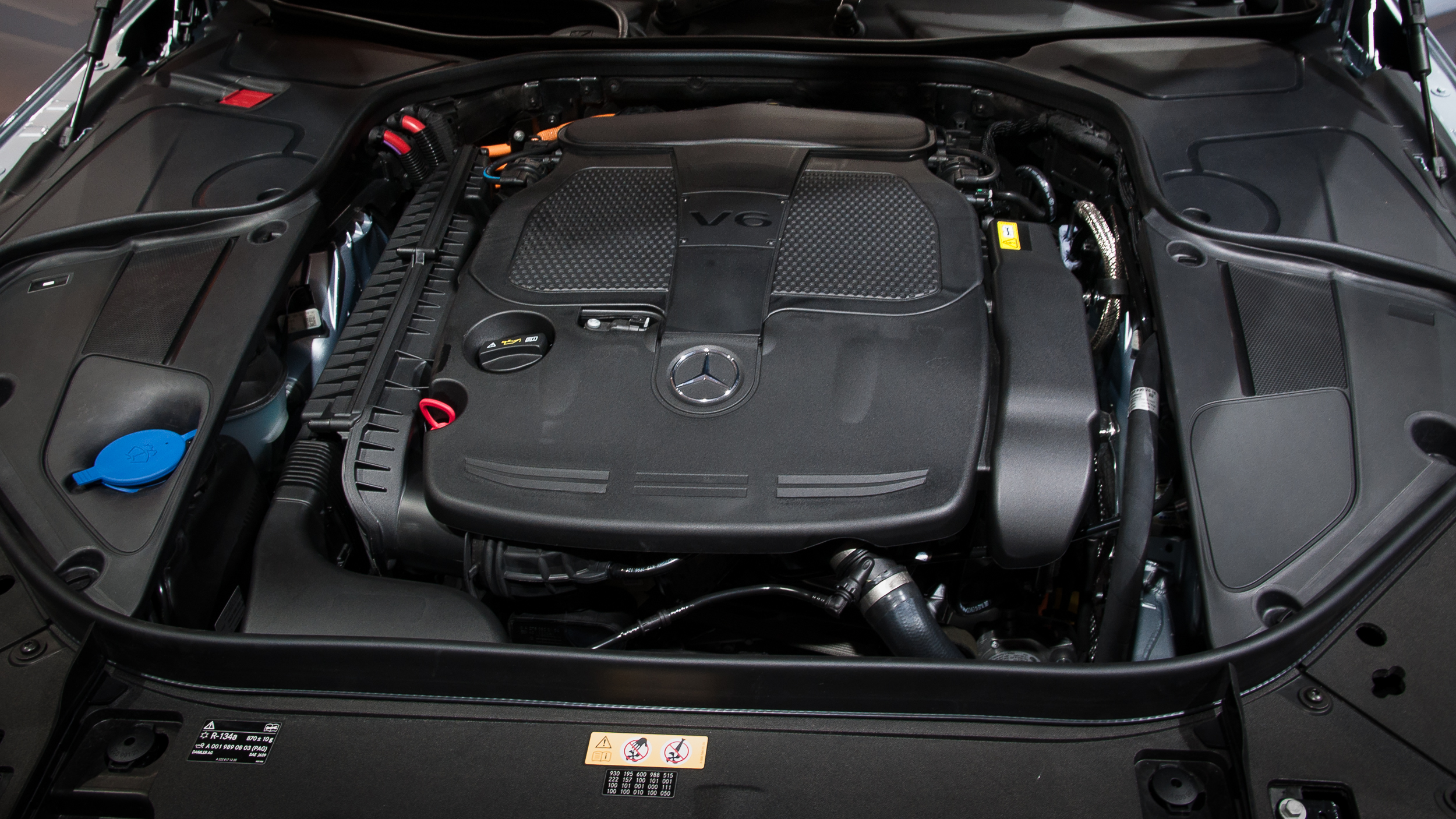
M276 на Mercedes-Benz S400 Hybrid

Mercedes-Benz M276 — семейство шестицилиндровых бензиновых поршневых двигателей внутреннего сгорания с V-образной конфигурацией от немецкой компании Mercedes-Benz, выпускающееся с 2011 года.
Конструкция двигателя M276 связана с силовым агрегатом Chrysler Pentastar V6 (работа над проектом началась ещё до разделения концерна DaimlerChrysler), с которым он разделяет основную архитектуру. В первую очередь это расположение цилиндров под углом в 60°, в отличие от 90° у предшествующей серии M272. Такой подход устраняет необходимость в балансировочном вале, что положительно сказывается на механической сложности агрегата и снижает его габариты.
Двигатель применяется на автомобилях E-, C-, S-, CLS-, ML-, SLK- и GLK-классов.

## История
Первый вариант атмосферного бензинового двигателя Mercedes-Benz M276 с 6-ю цилиндрами был представлен в 2010 году для прессы в Штутгарте, Германия. В процессе конструирования силового агрегата особое внимание было уделено его компактности и малому весу. Кроме того, был увеличен механической КПД за счёт оптимизации всех параметров цилиндропоршневой группы и механизма ГРМ. В отличие от предшественника, было принято решение отказаться от цельноалюминиевых гильз цилиндров, выполненных по технологии Alusil, в пользу плазменного напыления железосодержащей композиции. Объём V6 двигателя составил 3499 кубических сантиметров, а его угол развала цилиндров по сравнению с предшественником был уменьшен с 90 до 60 градусов. Серийный выпуск силового агрегата начался с 2011 года.
Турбированная версия M276 (DE30 LA) появилась в 2013 году. Она имеет схожую базу с обычным атмосферным вариантом, но отличается объёмом и наличием турбокомпрессоров. Кроме того, стенки цилиндров двигателя  выполнены с напылением железосодержащей композиции и обработаны по специальной технологии nanoslide для получения поверхности с низким коэффициентом сцепления.

## Описание

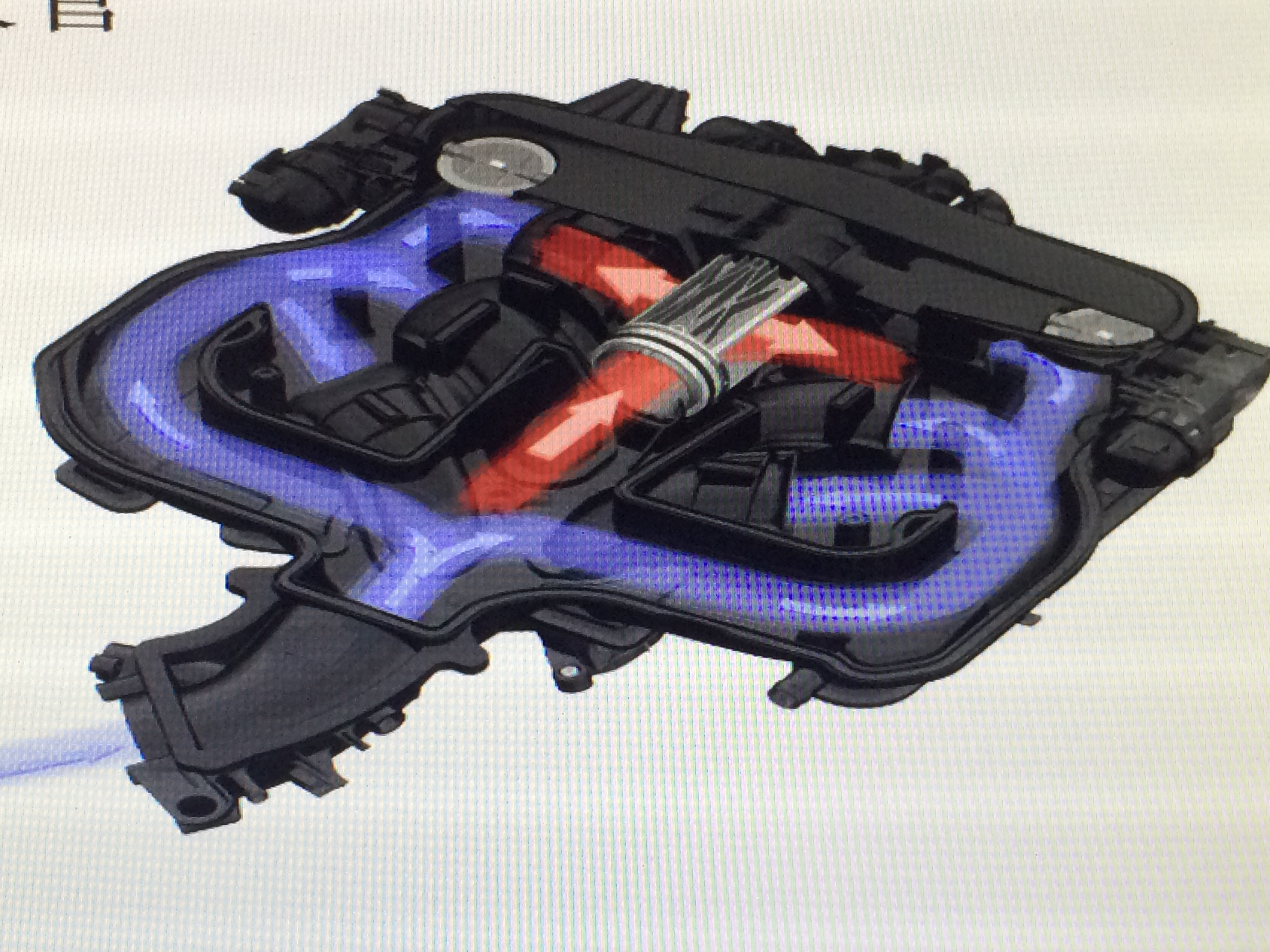
Принцип функционирования впускного коллектора двигателя M276

Mercedes-Benz M276 представляет собой семейство бензиновых V6 двигателей, состоящее из 5 вариантов (DE30 LA red., DE30 LA, DE35 red., DE35 и DE35 LA), отличающихся рабочим объёмом и характеристиками производительности. DE от нем. Direkteinspritzung — «прямой впрыск», A от нем. Abgasturbolader — «турбокомпрессор», L от нем. Ladeluftkühlung — «охлаждение наддувочного воздуха», red. от нем.  Reduzierte — «пониженные характеристики».
Все версии двигателей имеют  алюминиевый  блок цилиндров, два верхних распределительных вала,  изменяемые фазы газораспределения (DOHC, четыре клапана на цилиндр) на впускных и выпускных валах, а так же  новый привод ГРМ.  Моторы семейства M276 оснащены системой непосредственного впрыска топлива Bosch третьего поколения с пьезо-электрическими форсунками для более точной подачи топлива, мульти-искровым зажиганием.   Двигатель оснащен полностью новой системой привода ГРМ с несколькими  малошумными  зубчатыми цепями; одна цепь приводит промежуточный вал, а от него приводятся отдельными цепями валы в каждой из головок блоков цилиндров. Такая схема позволяет минимизировать количество успокоителей и значительно облегчить механизм.   Моторы  V8 линейки M278 имеют те же особенности, но угол развала блока составляет традиционные 90 градусов.
Диаметр цилиндра атмосферного варианта двигателя составляет 92,9 мм, ход поршня — 86 мм; турбированного — 88,0 мм и 82,1 мм соответственно. Вес агрегата равен 171 кг — на 10 кг легче предшественника. Давление в рампе достигает 200 бар, степень сжатия составляет 12:1 для атмосферной версии и 10.7:1 для турбированной, а форсунки третьего поколения работают в отличном от V8 режиме. Они позволяют двигателю переходить от послойного образования горючей смеси к смеси гомогенной (однородной) в зависимости от нагрузки. Многократный впрыск – до пяти за цикл. Возможны различные режимы работы в процессе горения: однородный, однородный-послойный и однородный-разделенный. Система выпуска ОГ оснащена соответственно одним расположенным возле двигателя трёхступенчатым каталитическим нейтрализатором на ряд цилиндров и одним накопительным нейтрализатором окисей азота в зоне днища. Впускной коллектор — с изменяемой геометрией: четырёхступенчатая регулировка объёма на впуске делает характер мотора более гибким. Для охлаждения днища поршня применяются масляные форсунки. Для подачи смазочного материала используется компактный пластинчатый масляный насос с регулировкой количества масла по потребности и включаемый в зависимости от ступени давления – высокой или низкой.
Общая масса двигателя была снижена за счёт снижения угла развала, нового привода ГРМ, компактного впускного коллектора,  использования пластмассы (в таких элементах, как  впускной коллектор, термостат, ременной шкив  и гидролинии) и более компактных компонентов. По словам представителей компании Mercedes-Benz новый двигатель, в сочетании с различными технологиями наподобие системы «старт-стоп», имеет уменьшенный до 24% расход топлива при увеличении мощности и крутящего момента.
Для улучшения экологических характеристик на двигателе используются каталитические нейтрализаторы ОГ большого объёма непосредственно рядом с двигателем. Инженеры компании усовершенствовали режимы сгорания топлива при работе с обеднённой и гомогенной смеси и оптимизировали режимы работы масляного и водяного насосов для ускорения прогрева и снижения расходов на привод навесных агрегатов. Для регенерации накопительного нейтрализатора окисей азота в первую очередь используются фазы режима гомогенного смесеобразования.

### DE30 LA red.
Версия DE30 LA red. представляет собой турбированный двигатель с рабочим объёмом в 2996 см3 и мощностью в 200 кВт (272 л. с.) при 5000 об/мин и 400 Н·м крутящего момента.

### DE30 LA
Версия DE30 LA представляет собой турбированный двигатель с рабочим объёмом в 2996 см3 и мощностью, варьирующейся в зависимости от модификации от 245 кВт (333 л. с.) при 5250–6000 об/мин до 270 кВт (367 л. с.) при 5500–6000 об/мин.

### DE35 red.
Версия DE35 red. представляет собой атмосферный двигатель с рабочим объёмом в 3498 см3 и мощностью в 185 кВт (252 л. с.) при 340 Н·м крутящего момента.

### DE35

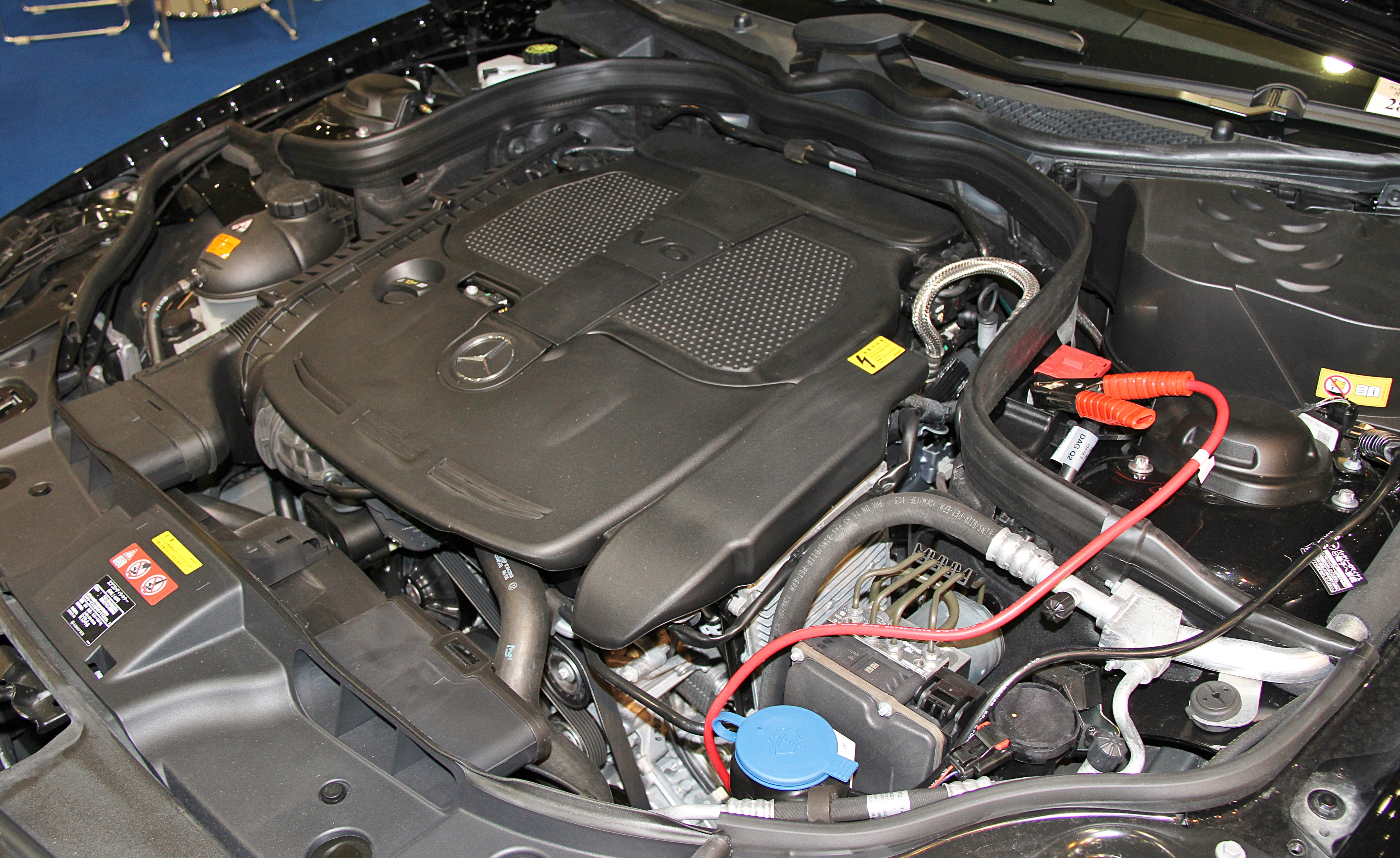
Mercedes-Benz CLS350 BlueEFFICIENCY

Версия DE35 представляет собой атмосферный двигатель с рабочим объёмом в 3498 см3 и мощностью в 225 кВт (306 л. с.) при 6500 об/мин и 370 Н·м крутящего момента.

### DE35 LA
Версия DE35 LA представляет собой турбированный двигатель с рабочим объёмом в 3498 см3 и мощностью в 245 кВт (333 л.с.) при 5250–6000 об/мин и 480 Н·м крутящего момента.

### Технические характеристики

#### DE30 LA red.
| Модель | Автомобиль | Годы выпуска |
| --- | ---------- | ------------ |
| Рабочий объём: 2996 см3, мощность: 200 кВт (272 л.с.) при 5000 об/мин, крутящий момент: 400 Н·м при 1300–4500 об/мин |            |              |
| E 320 | C/A 207    | с 2014       |
| R 320 | V 251      | с 2014       |

#### DE30 LA
| Модель | Автомобиль | Годы выпуска |
| --- | ---------- | ------------ |
| Рабочий объём: 2996 см3, мощность: 245 кВт (333 л.с.) при 5250–6000 об/мин, крутящий момент: 480 Н·м при 1600–4000 об/мин  |            |              |
| ML 400 | W 166      | с 2015       |
| GL 400 | X 166      | с 2014       |
| C 400 | W/S 205    | с 2014       |
| E 400 | C/A 207    | 2013–2014    |
| E 400 | W/S 212    | 2013–2014    |
| S 500 PLUG-IN HYBRID | V 222      | с 2014       |
| SL 400 | R 231      | с 2014       |
| R 400 | V 251      | с 2014       |
| GLE 400 Coupé | C 292      | с 2015       |
| Рабочий объём: 2996 см3, мощность: 270 кВт (367 л. с.) при 5500–6000 об/мин, крутящий момент: 520 Н·м при 2000–4200 об/мин |            |              |
| C 450 AMG | W/S 205    | с 2015       |
| GLE 450 AMG | W 166      | с 2015       |
| GLE 450 AMG Coupé | C 292      | с 2015       |
| S 400 4MATIC Coupé | C 217      | с 2015       |

#### DE35 red.
| Модель | Автомобиль | Годы выпуска        |
| --- | ---------- | ------------------- |
| Рабочий объём: 3498 см3, мощность: 185 кВт (252 л. с.) при 6500 об/мин, крутящий момент: 340 Н·м при 3500–4500 об/мин |            |                     |
| ML 300 4MATIC | W 166      | с 2012              |
| E 300 E 300 BlueEFFICIENCY                                                                                            | C/A 207    | 2013–2014 2011–2013 |
| E 300 E 300 BlueEFFICIENCY                                                                                            | W/S 212    | 2013–2014 2011–2013 |
| CLS 300 | C 218      | с 2012              |

#### DE35
| Модель | Автомобиль | Годы выпуска        |
| --- | ---------- | ------------------- |
| Рабочий объём: 3498 см3, мощность: 225 кВт (306 л.с.) при 6500 об/мин, крутящий момент: 370 Н·м при 3500–5250 об/мин |            |                     |
| ML 350 ML 350 BlueEFFICIENCY                                                                                         | W 166      | 2013–2014 2011–2013 |
| SLK 350 SLK 350 BlueEFFICIENCY                                                                                       | R 172      | с 2013 2011–2013    |
| C 350 C 350 BlueEFFICIENCY                                                                                           | W/S/C 204  | 2013–2015 2011–2013 |
| GLK 350 GLK 350 BlueEFFICIENCY                                                                                       | X 204      | с 2013 2011–2013    |
| E 350 E 350 BlueEFFICIENCY                                                                                           | C/A 207    | 2013–2014 2011–2013 |
| E 350 E 350 BlueEFFICIENCY                                                                                           | W/S 212    | 2013–2014 2011–2013 |
| E 400 HYBRID | W 212      | с 2012              |
| CLS 350 CLS 350 BlueEFFICIENCY                                                                                       | C/X 218    | 2013–2014 2011–2013 |
| S 350 BlueEFFICIENCY                                                                                                 | W/V 221    | 2011–2013           |
| S 400 HYBRID | W/V 222    | с 2013              |
| SL 350 | R 231      | 2012–2014           |
| R 350 BlueEFFICIENCY                                                                                                 | W/V 251    | 2012–2014           |

#### DE35 LA
| Модель | Автомобиль | Годы выпуска |
| --- | ---------- | ------------ |
| Рабочий объём: 3498 см3, мощность: 245 кВт (333 л.с.) при 5250–6000 об/мин, крутящий момент: 480 Н·м при 1200–4000 об/мин |            |              |
| E 400 | C/A 207    | с 2014       |
| E 400 | W/S 212    | с 2014       |
| CLS 400 | C/X 218    | с 2014       |